# Министерство казначейства и финансов Турции
Министерство казначейства и финансов Турции — правительственное учреждение Турецкой Республики, ответственное за осуществление финансовой и налоговой политики Турции.

## Министры финансов
- Абдулхалик Ренда (1924)
- Абдулхалик Ренда (1924—1925)
- Абдулхалик Ренда (1926—1927)
- Абдулхалик Ренда (1930—1934)
- Хасан Полаткан (1950—1955)
- Хасан Полаткан (1956—1960)
- Кемаль Унакытан (19 ноября 2002 — 1 мая 2009)
- Мехмет Шимшек (1 мая 2009 — 24 ноября 2015)
- Наджи Агбал (24 ноября 2015 — 10 июля 2018)
- Берат Албайрак (10 июля 2018 — 9 ноября 2020)
- Лютфи Эльван (9 ноября 2020 — 2 декабря 2021)
- Нуреддин Небати (2 декабря 2021 — 3 июня 2023)
- Мехмет Шимшек (с 3 июня 2023)

## Департаменты министерства[1]
- Главное управление главного юридического советника
- Главное управление по управлению государственными финансами и преобразованиям
- Главное управление бухгалтерского учета
- Главное управление анализа рисков
- Главное управление государственных финансов
- Главное управление государственных предприятий
- Главное управление внешнеэкономических связей
- Главное управление финансовых рынков и бирж
- Главное управление экономических программ и исследований
- Главное управление кадров
- Главное управление информационных технологий
- Главное управление инспекции
- Совет контролеров казначейства
- Управление налоговой инспекции
- Отдел разработки стратегии
- Отдел внутреннего аудита
- Совет по расследованию финансовых преступлений
- Департамент вспомогательных служб
- Департамент прессы и связей с общественностью
- Канцелярия руководителя аппарата

## История
Министерство финансов Турции прошло долгий путь институционального становления и преобразований, отражающих политические и административные изменения в стране. Первоначально министерство было создано 3 мая 1920 года, во время Войны за независимость, как ключевой орган нового турецкого правительства. После провозглашения Республики Турция 30 октября 1923 года, структура сохранилась и получила официальное название Министерство финансов. В дальнейшем, в рамках административной реформы, 13 декабря 1983 года произошло объединение Министерства финансов с Министерством таможни и монополий, в результате чего была образована единая структура — Министерство финансов и таможни. Однако спустя десятилетие, 25 июня 1993 года, было принято решение вернуть прежнее название — Министерство финансов, что отражало стремление к более чёткой специализации функций ведомства. Кардинальные изменения произошли в 2018 году с переходом Турции на президентскую систему правления. В соответствии с Декретом-законом № 703 от 10 июля 2018 года, направленным на приведение законодательства в соответствие с новой Конституцией, произошло слияние Министерства финансов и Подсекретариата казначейства. В результате было создано современное Министерство финансов и казначейства Турции. Эта эволюция отражает стремление к оптимизации финансового управления и усилению централизованного контроля за экономической политикой государства.